# Zord és Gonosz
A Zord és Gonosz (eredeti cím: Grim & Evil) amerikai televíziós rajzfilmsorozat, amelyet a Cartoon Network Studios készített. A cím magyar fordítást nem kapott, de a Grim and Evil cím jelentése Zord és Gonosz. Az Egyesült Államokban 2000-ben bemutatott sorozatból összesen 13 rész készült, ezután a Cartoon Network szétválasztotta két sorozatra: a Billy és Mandy kalandjai a kaszással-ra, és a Gonosz Con Carne-ra. A 13 részben helyet kaptak Billy és Mandy valamint Gonosz Con Carne részek. Előbbiből általában kettő, utóbbiból egy.
Jelenleg néhanapján a magyar Cartoon Network műsorra tűzi a Gonosz Con Carnét és a Billy és Mandy-t, és e sorozatokba olvasztja bele a Zord és Gonosz részeit. Tehát a főcím és végfőcím az előbbi két sorozaté.

## Epizódok
| #            | Magyar cím                     | Angol cím                             |
| ------------ | ------------------------------ | ------------------------------------- |
|              |                                |                                       |
| ELSŐ ÉVAD    |                                |                                       |
|              |                                |                                       |
| 01.          | A Kaszás színre lép            | Meet the Reaper                       |
| 01.          | Gonosz Con Carne               | Evil Con Carne                        |
| 01.          | Csontváz a mellékhelyiségben   | Skeletons in the Water Closet         |
|              |                                |                                       |
| 02.          | Fordított nap                  | Opposite Day                          |
| 02.          | A robotkutya                   | Emotional Skarr                       |
| 02.          | Mintha élnél!                  | Look Alive!                           |
|              |                                |                                       |
| 03.          | Haláli dilemma                 | Mortal Dilemma                        |
| 03.          | Con Carne nagy napja           | Evil Goes Wild                        |
| 03.          | Takarodj a fejemből!           | Get Out of My Head!                   |
|              |                                |                                       |
| 04.          | A bosszú szaga 1. rész         | The Smell of Vengeance: Part 1        |
| 04.          | Éljen a barátság               | Fiend is Like Friend Without the "R"  |
| 04.          | A bosszú szaga 2. rész         | The Smell of Vengeance: Part 2        |
|              |                                |                                       |
| 05.          | Devolúció 1. rész              | Devolver: Part 1                      |
| 05.          | Haláli recept                  | Recipe for Disaster                   |
| 05.          | Devolúció 2. rész              | Devolver: Part 2                      |
|              |                                |                                       |
| 06.          | Mint aki tojásokon jár 1. rész | Tiptoe Through the Tulips: Part 1     |
| 06.          | A buta kívánság                | A Dumb Wish                           |
| 06.          | Mint aki tojásokon jár 2. rész | Tiptoe Through the Tulips: Part 2     |
|              |                                |                                       |
| MÁSODIK ÉVAD |                                |                                       |
|              |                                |                                       |
| 07.          | Kaszás kontra mama             | Grim vs. Mom                          |
| 07.          | Hector Con Carne arca          | Bring Me the Face of Hector Con Carne |
| 07.          | A csirke íze                   | Tastes Like Chicken                   |
|              |                                |                                       |
| 08.          | Kaszás vagy Karesz?            | Grim or Gregory?                      |
| 08.          | Pusztitusz                     | Search and Estroy                     |
| 08.          | Buta lélek közeleg             | Something Stupid This Way Comes       |
|              |                                |                                       |
| 09.          | Meglepetés                     | A Grim Surprise                       |
| 09.          | Mindenki kedvence Bob bácsi    | Everyone Loves Uncle Bob              |
| 09.          | Barbárok és fenevadak          | Beasts and Barbarians                 |
|              |                                |                                       |
| 10.          | A fantomterminátor             | Hoss Delgado: Spectral Exterminator   |
| 10.          | Gonosz nyom                    | Evil on Trial                         |
| 10.          | Eris meg az almája             | To Eris Human                         |
|              |                                |                                       |
| 11.          | Billy ragyája                  | Billy's Growth Spurt                  |
| 11.          | Az időlyukincidens             | The Time Hole Incident                |
| 11.          | Billy és a rosszfiú            | Billy and the Bully                   |
|              |                                |                                       |
| 12.          | Billy és a könyv               | Big Trouble in Billy's Basement       |
| 12.          | Hector és a karácsony          | Christmas Con Carne                   |
| 12.          | Mandy-baba                     | Tickle Me Mandy                       |
|              |                                |                                       |
| 13.          | Rémségek kicsiny krátere       | Little Rock of Horrors                |
| 13.          | A krém, aki szeretett engem    | The Pie Who Loved Me                  |
| 13.          | Álmodj szép kis álmot!         | Dream A Little Dream                  |
|              |                                |                                       |